# Lucy Lameck
Lucy Lameck de son nom complet Lucy Selina Lameck Somi est une femme politique tanzanienne née en 1934 et décédée le 21 mars 1993 à Moshi. Elle est la première femme à occuper un poste ministériel au sein du gouvernement de la Tanzanie.

## Biographie

### Origines et études
Lucy Lameck naît en 1934. Après avoir grandi au sein d'une famille d'agriculteurs, elle poursuit une carrière d'infirmière avant de se lancer en politique. Grâce à une bourse d'études, elle a eu l'opportunité de fréquenter le Ruskin College (en) à Oxford.

#### Carrière politique
Lucy Lameck entre à l'Assemblée nationale du Tanganyika en 1960 et est élue à l'Assemblée nationale de Tanzanie en 1965. À l'exception des années 1975 à 1980, elle continue à siéger jusqu'à sa mort en 1993. On la considère comme un modèle, car elle œuvre tout au long de sa vie pour améliorer les conditions de vie des femmes dans le pays. En effet, Lucy Lameck grandit dans un foyer politiquement actif. Elle fréquente une école catholique et poursuit ensuite une formation d'infirmière, qu'elle termine en 1950. Refusant de cautionner la discrimination raciale présente dans le système de santé colonial, elle décide de ne pas exercer cette profession. Elle s'engage alors auprès de différentes organisations luttant contre la domination coloniale en Tanzanie. En 1957, elle obtient une bourse pour étudier l'économie et les sciences politiques au Ruskin College de l'université d'Oxford. Depuis l'Angleterre, elle continue à œuvrer pour l'indépendance de la Tanzanie. En 1960, elle retourne dans son pays natal et devient la première femme députée au Parlement tanzanien. À l'époque, les membres du Parlement étaient nommés par le chef du gouvernement, Julius Nyerere. Lors des élections suivantes en 1965 et 1970, Lameck remporte son siège. En 1970, elle échoue aux élections et suspend sa carrière législative, mais elle est à nouveau élue au Parlement de 1980 à 1985 en tant que députée. Pendant cette période, elle occupe à nouveau (et devient la première femme à le faire) deux postes de vice-ministre : de 1965 à 1970, elle est vice-ministre des Coopératives et du Développement communautaire, et de 1966 à 1972, vice-ministre de la Santé et du Logement,,,,.

##### Hommage
En 2020, le parlement de l'arrondissement de Berlin-Neukölln prend la décision majoritaire de renommer la Wissmannstraße, qui est auparavant nommée d'après l'officier et fonctionnaire colonial allemand Hermann von Wissmann, en Lucy-Lameck-Straße. Le 23 avril 2021, les plaques de rue sont remplacées pour refléter ce nouveau nom,,. 